# Damian Corlazzoli

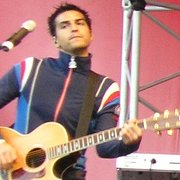
Damian Corlazzoli in Plopsaland De Panne op 21 mei 2006.

Damian (Dami) Corlazzoli (Leuven, 11 november 1982) is een Belgisch muzikant en acteur van Uruguayaanse origine. Als acteur is hij vooral bekend van zijn rol als Xavier Lejeune in de Studio 100-productie Spring. Als gitarist speelde hij bij Spring, Made in Belgium, Postman, Giovanca en Mannen Op De Baan. Dami is in 2015 onder andere actief bij Giovanca, Postmen, Brave men Run, en Cleymans & Van Geel.